# Forme multilinéaire
En mathématiques, une forme multilinéaire est une application d'un produit d'espaces vectoriels dans leur corps de coefficients, qui est linéaire en chacune de ses variables. C'est donc un cas particulier d'application multilinéaire.

Soient un entier k > 0 et des espaces vectoriels {\displaystyle E_{1},\ldots ,E_{k}} sur un même corps K. Une application
{\displaystyle f:E_{1}\times \ldots \times E_{k}\to K}
est dite multilinéaire (ou plus précisément : k-linéaire) si elle est linéaire en chaque variable, c'est-à-dire si, pour des vecteurs {\displaystyle x_{1},...,x_{k},x'_{i}} et des scalaires a et b,
{\displaystyle f(x_{1},\dots ,x_{i-1},ax_{i}+bx'_{i},x_{i+1},\dots ,x_{k})=af(x_{1},\dots ,x_{i},\dots ,x_{k})+bf(x_{1},\dots ,x'_{i},\dots x_{k}).}

Un exemple classique de forme multilinéaire est le déterminant.